# Констенчик, Авенир Маркович
Авени́р Ма́ркович Консте́нчик (2 [14] августа 1889, Гродно — 29 декабря 1935, Столбцы) — военный лётчик Русской императорской армии, герой Первой мировой войны, Георгиевский кавалер.

## Биография

Офицеры Эскадры Воздушных Кораблей в Санкт-Петербурге, перед отправкой на фронт. Под № 5 — А. М. Констенчик.

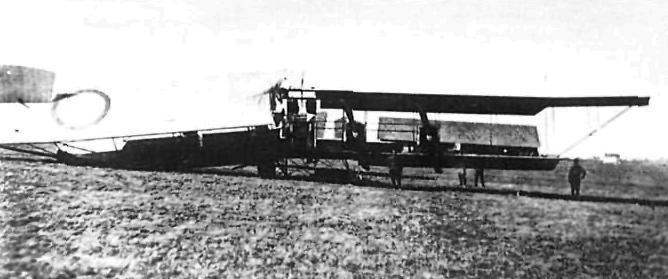
Повреждённый «Илья Муромец-№10» после налёта на станцию Даудзевас.

Памятник на могиле Авенира Констенчика (фото 1936/1939 г.).

Родился 2(14) августа 1889 года в Гродно (ныне — Республика Беларусь). Сын православного священника, белорус.
Окончил 4 класса Литовской (Виленской) духовной семинарии.
В 1908 году поступил на военную службу вольноопределяющимся 2-го разряда и в августе того же года был зачислен юнкером в Виленское пехотное юнкерское училище. По окончании по 1-му разряду (с отличием) училища, в августе 1910 года произведен из портупей-юнкеров в подпоручики (со старшинством с 06.08.1909), с назначением на службу в 33-й пехотный Елецкий полк (г. Полтава). В составе 33-го пехотного Елецкого полка числился до конца 1917 года.
С 20 августа 1910 года служил младшим офицером в 7-й роте полка. В ноябре 1913 года, за выслугу лет, произведен в поручики (со старшинством с 06.08.1913).
Участник Первой мировой войны. 
По объявлении мобилизации, в июле 1914 года был прикомандирован к Брест-Литовскому крепостному авиационному отряду и направлен на учёбу в Военную авиационную школу, созданную в июле 1914 года в Гатчине на базе авиационного отдела Офицерской воздухоплавательной школы. По окончании по 1-му разряду авиационной школы был удостоен звания «военный лётчик» и направлен в Эскадру Воздушных Кораблей Императорского военно-воздушного флота (на службе в Эскадре — с 13.12.1914).
В 1915 году Эскадра Воздушных Кораблей действовала в районе Варшавы, затем в Белоруссии, в Прибалтике. Авенир Констенчик — военный лётчик, помощник командира воздушного корабля «Илья Муромец-№5» поручика Алехновича. Экипаж воздушного корабля состоял из 5-ти человек. Периодически, во время тренировочных полётов, совместно с Алехновичем и Констенчиком в качестве пилота летал авиаконструктор Сикорский.
С марта 1915 года, по заданиям командования, Авенир Констенчик в составе экипажа, много раз вылетал на разведку и бомбардирования военных объектов, за боевые отличия и отлично-усердную службу награждался орденами.
В сентябре 1915 года был назначен командиром воздушного корабля «Илья Муромец-№10» и в этой должности находился до конца 1917 года. Состав экипажа «Илья Муромец-№10» (на март-апрель 1916 года): командир корабля — военный лётчик поручик Констенчик А.М., помощник командира корабля — военный лётчик поручик Янковиус В.Ф., артиллерийский офицер — поручик Шнеур Г.Н., механик — старший унтер-офицер Касаткин П.А., младший моторист — младший унтер-офицер Марсель Пла, гражданин Франции.
В марте-апреле 1916 года экипаж «Илья Муромец-№10» действовал в составе 2-го боевого отряда Эскадры на Северном фронте и совершил всего три боевых вылета. 13 апреля 1916 года, во время последнего боевого вылет, бомбардировщик был подбит огнём зенитной артиллерии. Констенчик был тяжело ранен шрапнельной пулей в грудь навылет и эвакуирован в Ригу на излечение. После выздоровления вернулся в Эскадру, однако, вследствие ослабевшего здоровья и неисправности своего аэроплана, в полётах не участвовал.
За подвиги, оказанные 10(23)-го и 13(26)-го апреля 1916 года, во время боевых вылетов на бомбардировку железнодорожной станции Даудзевас, весь экипаж корабля был удостоен наград, в том числе командир корабля — высшей военной награды Российской империи для обер-офицеров, Императорского Военного ордена Святого Георгия 4-й степени, а его помощник, поручик Янковиус В.Ф., — Георгиевского оружия.
В августе 1917 года Авенир Констенчик был произведен в штабс-капитаны (со старшинством с 10.08.1915).
В сентябре-октябре 1917 года лечился от малокровия на курортах Кавказских Минеральных Вод.
После Октябрьской революции служил в Добровольческой армии, затем — в войсках Юга России. Был произведен в капитаны.
В 1921 году, после эвакуации из Крыма, эмигрировал в Югославию, затем вернулся на родину, в Западную Белоруссию (в то время — территория Польской Республики). Проживал в Молодечно, с 1933 года — в Столбцах. Служил псаломщиком при местной церкви, одновременно преподавал Закон Божий в сельских школах.
Умер 29 декабря 1935 года от тифа. Похоронен в городе Столбцы (Белоруссия).

## Награды
- Медаль «В память 100-летия Отечественной войны 1812» (1912)
- Медаль «В память 300-летия царствования дома Романовых» (1913)
- Орден Святого Станислава 3-й степени, — «За окончание, по 1-му разряду, Военной авиационной школы в 1914 году» (с 17.02.1915; ВП от 02.04.1915)
- Орден Святой Анны 3-й степени, — «За отлично-усердную службу и труды, понесённые во время военных действий» (ВП от 10.06.1915)
- Мечи и бант к имеющемуся ордену Святой Анны 3-й степени (утв. ВП от 20.07.1915)
- Мечи и бант к имеющемуся ордену Святого Станислава 3-й степени (утв. ВП от 28.11.1915)
- Орден Святого Станислава 2-й степени с мечами (утв. ВП от 28.11.1915)
- Орден Святой Анны 2-й степени с мечами (утв. ВП от 15.05.1916)
- Орден Святого Георгия 4-й степени (Приказ по 12-й армии №770 от 05.10.1916; ПАФ от 11.04.1917) «За то, что, состоя в эскадре воздушных кораблей, 10-го и 13-го апреля 1916 года совершил по заданию штаба 12-й армии, под ураганным огнём неприятельской артиллерии, два боевых полета на воздушном корабле „Илья Муромец-10“ на станцию Даудзевас. Сброшенными с корабля 33 бомбами произведены значительные разрушения на станции и в подвижном составе, а также повреждены пути. Кроме того, во время этих полетов добыты важные сведения о противнике. Во время боевого полета 13-го апреля поручик Констенчик был тяжело ранен в грудь навылет, подбиты три мотора и корабль получил более 70 серьёзных пробоин»[8].